# Bako, Etiopia
Bako este un oraș din Statul Oromia, Etiopia. În 2005 avea 18.641 de locuitori.